# 吉川仁
吉川 仁（よしかわ じん、1947年 - ）は、日本の防災対策、都市計画の専門家。首都大学東京特任教授。

## 略歴
長野県岡谷市に生まれる。長野県諏訪清陵高等学校を経て、東京大学工学部都市工学科卒業後、同大学院修了。株式会社防災都市計画研究所入社後、主任研究員、代表取締役を経て、1995年に防災&都市づくり計画室を設立する。主な業務としては、東京都や特別区の防災都市づくりの計画立案、国分寺市高木町や本多地区、杉並区蚕糸試験場跡地周辺、品川区林試周辺、板橋区弥生町、豊島区池袋本町などのまちづくりに参加している。その他、杉並区「知る区ロード」、世田谷区「楽働クラブ」なども手がけ、「まち遊び」の研究と実践を行っている。技術士（都市及び地方計画）の資格を有する他、東京都立大学 (1949-2011)講師、芝浦工業大学講師などを歴任している。

## 著作
主な著書は下記の通り。
- 高見沢邦郎編「居住環境整備の手法－まちをデザインする」（彰国社、1989年）ISBN 4395110665
- 吉川仁「安全と再生の都市づくり」（学芸出版社、1999年）ISBN 4-7615-3076-6